# Skorpdagglav
Skorpdagglav (Diploicia canescens) är en lavart som först beskrevs av Dicks., och fick sitt nu gällande namn av A. Massal. Skorpdagglav ingår i släktet Diploicia och familjen Physciaceae.  Arten är reproducerande i Sverige. Inga underarter finns listade i Catalogue of Life.

## Källor

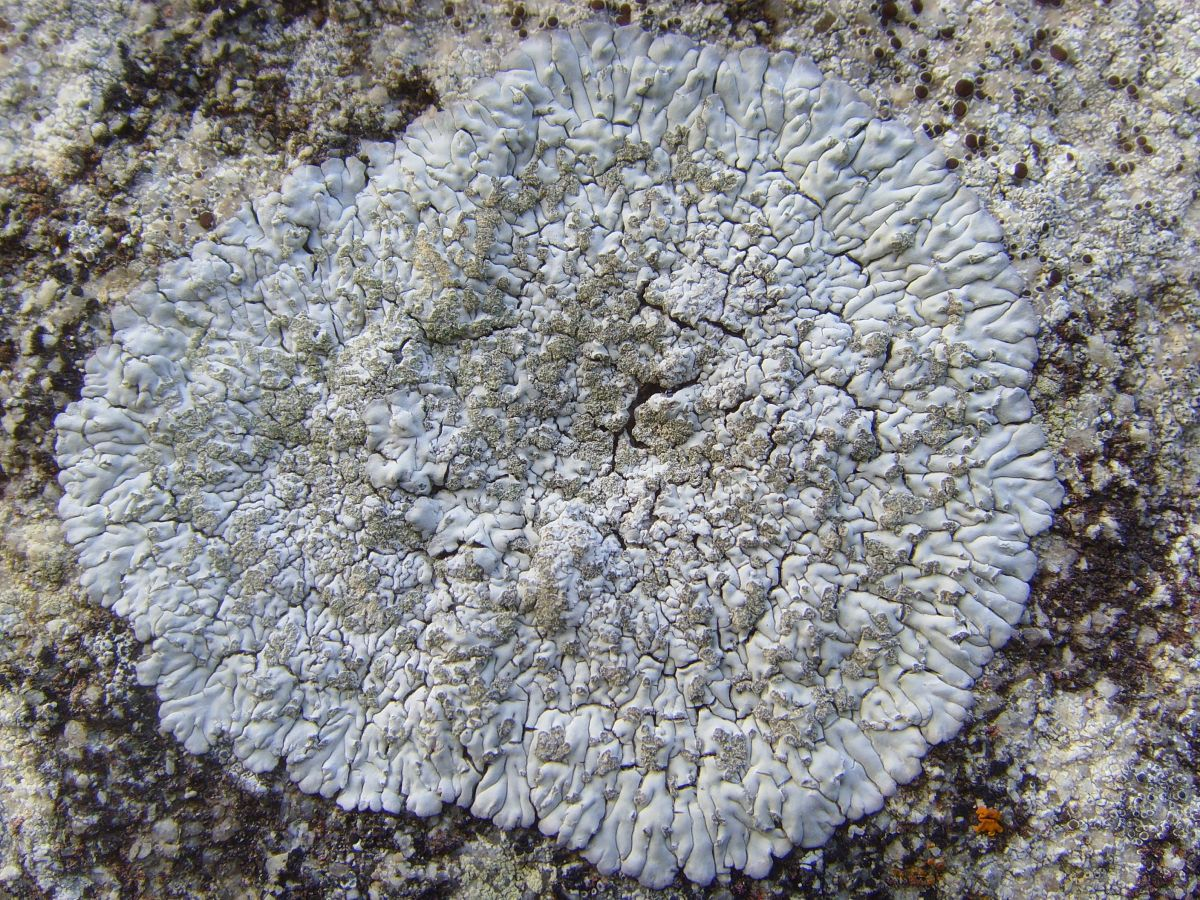
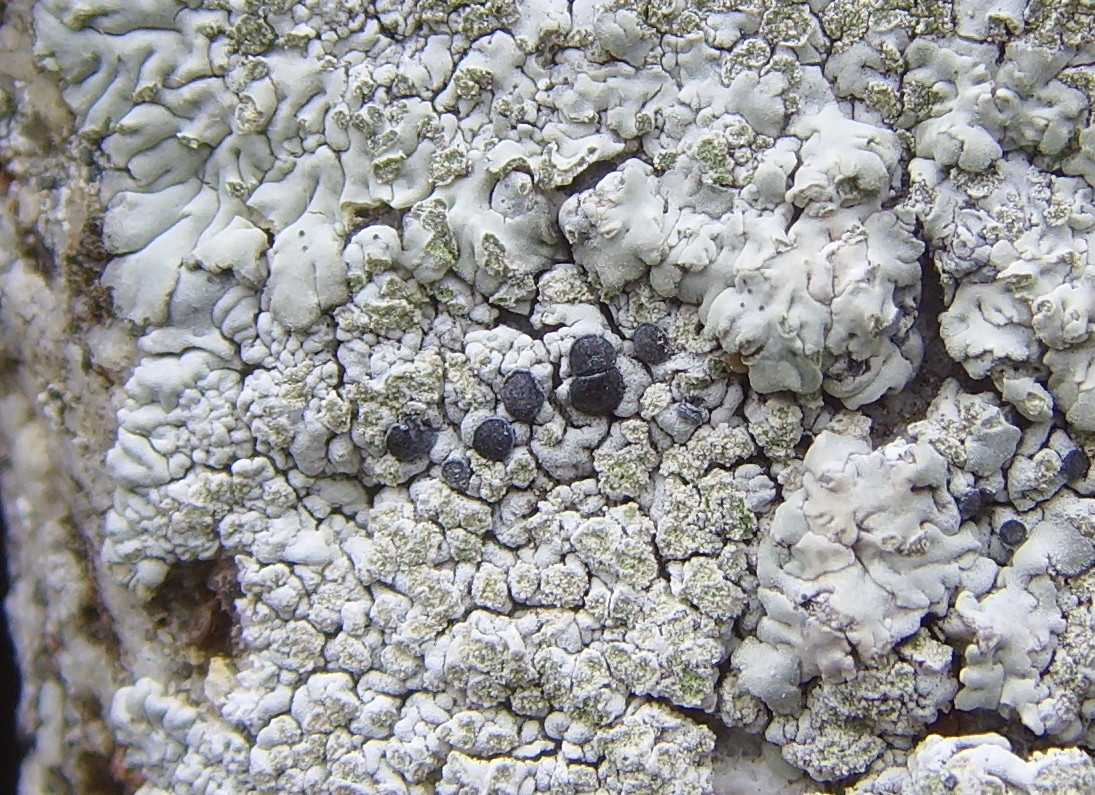
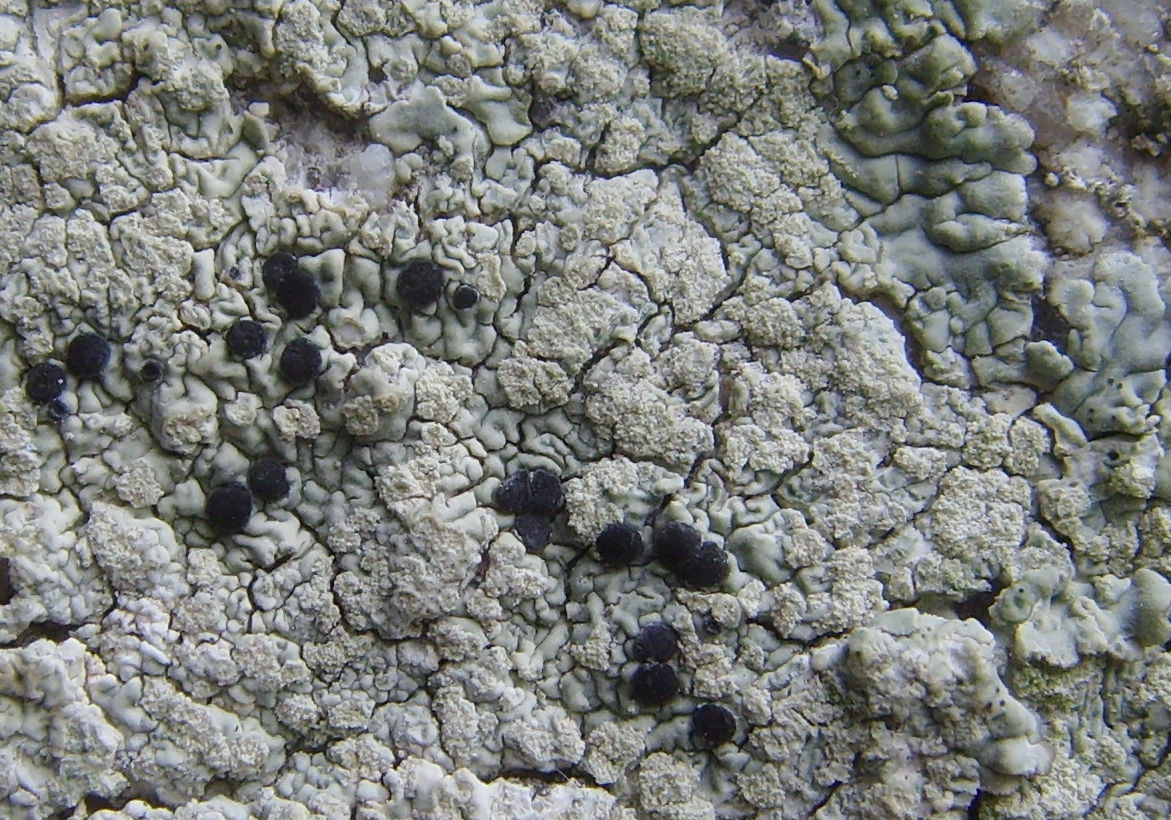